# Arabski system liczbowy
Arabski system liczbowy – inaczej też abdżad – był systemem zapisu liczb przez Arabów przed przejęciem w IX w. cyfr indyjskich. Był to system addytywny (czyli liczba była sumą swoich cyfr).
Wartości liczbowe liter:
- ابجد – abdżad: 1–2–3–4 (czyli:  ج = 3 , ب = 2 , ا = 1 , i  د = 4 )
- هوز – hawaz: 5–6–7
- حطي – huti: 8–9–10
- كلمن – kalaman: 20–30–40–50
- سعفص – sa'fas: 60–70–80–90
- قرشت – qaraszat: 100–200–300–400
- ثخذ – thachidh: 500–600–700
- ضظغ – dazagh: 800–900–1000

 
Dla odróżnienia i uniknięcia błędów pisano nad liczbą linię np. liczbę 1429 zapisywano jako  غتكط .
W krajach Maghrebu, gdzie kolejność liter w alfabecie odbiega nieco od standardowej, niektóre litery mają inne wartości liczbowe.
- أبجد – abudżadin: 1–2–3–4
- ﻫوز – hawazin: 5–6–7
- حطي – hutiya: 8–9–10
- كلمن – kalman: 20–30–40–50
- صعفض – sa'fad: 60–70–80–90
- قرست – qurisat: 100–200–300–400
- ثخذ – thachudh: 500–600–700
- ظغش – taghusz: 800–900–1000